# Stražanac
Stražanac falu Horvátországban Belovár-Bilogora megyében. Közigazgatásilag Končanicához tartozik.

## Fekvése
Belovártól légvonalban 36, közúton 52 km-re délkeletre, Daruvártól légvonalban 11, közúton 14 km-re északnyugatra, községközpontjától légvonalban 6, közúton 8 km-re délnyugatra, Nyugat-Szlavóniában, az Ilova bal partján fekszik. 

## Története
A település csak a 20. század elején keletkezett Brestovac Gaj nevű határrészén az Ilova mocsaras partvidéke feletti kiemelkedésen. Lakosságát 1921-ben számlálták meg először önállóan, amikor 203-an lakták. 1941 és 1945 között a németbarát Független Horvát Államhoz, háború után a település a szocialista Jugoszláviához tartozott. 1991-től a független Horvátország része. 1991-ben lakosságának 90%-a horvát nemzetiségű volt. 2011-ben a településnek 142 lakosa volt. 

## Lakossága
| Lakosság változása | Lakosság változása | Lakosság változása | Lakosság változása | Lakosság változása | Lakosság változása | Lakosság változása | Lakosság változása | Lakosság változása | Lakosság változása | Lakosság változása | Lakosság változása | Lakosság változása | Lakosság változása | Lakosság változása | Lakosság változása |
| ------------------ | ------------------ | ------------------ | ------------------ | ------------------ | ------------------ | ------------------ | ------------------ | ------------------ | ------------------ | ------------------ | ------------------ | ------------------ | ------------------ | ------------------ | ------------------ |
| 1857               | 1869               | 1880               | 1890               | 1900               | 1910               | 1921               | 1931               | 1948               | 1953               | 1961               | 1971               | 1981               | 1991               | 2001               | 2011               |
| 0                  | 0                  | 0                  | 0                  | 0                  | 0                  | 203                | 376                | 405                | 458                | 475                | 346                | 260                | 185                | 168                | 142                |